# Поло, Кармен
Мари́я дель Ка́рмен По́ло-и-Марти́нес-Вальде́с (исп. María del Carmen Polo y Martínez-Valdés; 11 июня 1900, Овьедо, Испания — 6 февраля 1988, Мадрид, там же) — супруга испанского диктатора Франсиско Франко, первая леди Испании (1939—1975).
В период диктатуры Франко в Испании Кармен Поло играла важную роль в общественной и политической жизни государства. По словам генерал-лейтенанта Франко Салгадо Араухо, она «была единственным лицом, обладавшим подлинным влиянием» на каудильо. Консервативная, известная своим пристрастием к ювелирным изделиям и глубоко религиозная женщина, донья Кармен стала инициатором введения в стране жёсткой цензуры, отличалась амбициозностью и крайне консервативными взглядами, была последовательной сторонницей политического курса своего супруга. В последние годы правления Франко жена генералиссимуса оказывала наибольшее влияние на супруга, объединив вокруг себя противников либерализации общественной жизни в Испании.

## Биография

### Ранние годы. Знакомство с Франко
Кармен Поло родилась 11 июня 1900 года. Её семья — одна из самых знатных в Астурии — принадлежала к числу так называемых «индианос»: предки будущей жены Франко сделали состояние в Америке. Отец Кармен Фелипе Поло был сыном видного профессора литературы, а мать Рамона Мартинес Вальдес принадлежала к одному из астурийских дворянских родов. Всего в семье Фелипе и его супруги было четверо детей. После ранней смерти Рамоны в их воспитании стала принимать участие тётка по отцовской линии Исабель, фактически заменившая племянникам мать. Примечательно, что впоследствии младшая сестра Кармен, Рамона, также известная как «Сита» Поло, вышла замуж за выдающегося испанского политического деятеля и сподвижника Франко Рамона Серрано Суньера. Начальное образование Кармен дали монахи-салезианцы.
Знакомство Кармен Поло с будущим мужем произошло вскоре после того, как весной 1917 года Франко — двадцатичетырёхлетний майор — был переведён из испанского Марокко в Овьедо и прикомандирован к полку «Принца Астурийского». Здешняя элита холодно приняла молодого офицера: овьедское высшее общество присвоило ему уничижительное прозвище «Майоришко» или «Майорчик» (исп. El Comandantino), а местные капитаны и майоры, часть которых была вдвое старше Франко, отказывались воспринимать его как равного — несмотря на то, что Франко происходил из обеспеченной семьи и находился в относительно привилегированном положении.
Встреча Кармен и Франко состоялась в конце лета 1917 года на «ромерии» — народном празднике, устраиваемом на местах паломничества. Как и София Милье — первая любовь Франсиско — девушка привлекла его сходством с его матерью, знатным происхождением и приверженностью католицизму, которая была свойственна и ему самому. Молодой майор был настойчив в ухаживаниях за Кармен: он отправлял ей любовные записки, засовывая их за ленты на шляпах у общих друзей или оставляя в карманах её плаща в кафе. Постепенно Франко сумел добиться своего и вызвать интерес у девушки, однако дальнейшему развитию их отношений помешало серьёзное препятствие: семья Кармен, а в особенности, тётя Исабель, наотрез отказывалась принимать упрямого ухажёра. Причинами тому были его низкий социальный статус и бедственное финансовое положение, которые, по мнению отца и тётки Кармен, он рассчитывал исправить за счёт брака с девушкой из аристократической семьи. Единственным, что удерживало Фелипе Поло от запрета Франко общаться с дочерью, было уважение к его военным заслугам.
Осознав тщетность своих попыток добиться руки Кармен, Франко прекратил ухаживания за ней. В 1919 году он уехал на побывку в Эль-Ферроль, где завязал бурный роман с другой молодой девушкой по имени Мария де лос Анхелес Баркон-и-де Фурундарена. Она тоже происходила из богатой и знатной семьи, и, когда отец Марии узнал о связи дочери с неимущим майором, он, по её словам, «влепил мне самую большую пощёчину, которую я когда-либо получала», и та была вынуждена разорвать отношения с Франко. Отвергнутый, он возвратился в Овьедо и возобновил свои усилия по завоеванию руки Кармен Поло. На этот раз Франко повезло: несмотря на протесты со стороны родственников, Кармен согласилась стать его женой, и в скором времени Франсиско был официально признан её женихом.

### Свадьба
Церемонию бракосочетания Кармен и её жениха пришлось отложить на неопределённый срок, поскольку в сентябре 1920 года Франко было предложено возглавить первую бандеру (роту) иностранного легиона «Терсио», параллельно став заместителем командира легиона, подполковника Хосе Мильяна Астрая. Получив столь заманчивое предложение, он немедленно отправился в Марокко. В Овьедо Франко вернулся уже в должности нового командира легиона, придворном звании камергера и чине подполковника, инициатором внеочередного присвоения которого стал сам король Альфонсо XIII. Кроме того, монарх дал офицеру разрешение на женитьбу и 40-дневный отпуск.
Стремительный карьерный взлёт Франко и благосклонность к нему короля, который даже согласился стать посаженным отцом на его свадьбе, в корне переменило отношение семьи Кармен Поло к жениху девушки — его положение в армейской иерархии уже не давало оснований воспринимать будущий брак как неравный. 22 октября 1923 года Франко приехал в Овьедо, а на следующий день здесь же, в церкви Сан-Хуан-эль-Реаль, состоялась публичная свадьба молодой пары. Сам король не смог присутствовать на церемонии — его представлял военный губернатор Овьедо генерал Лосада. За прохождением свадебных торжеств наблюдали толпы горожан, встречавшие молодых громкими аплодисментами. Поражённая размахом собственной свадьбы, Кармен впоследствии восхищённо вспоминала: «Мне казалось, что я вижу фантастический сон… или читаю прекрасный роман… о себе самой».

### Первые годы в браке
После медового месяца молодожёны посетили Мадрид, где их ожидал приём у короля и королевы. Здесь семья ненадолго обустроилась, поселившись в приобретённом Франко доме на улице Кастельяно, 28, вскоре после чего супруги отправились на постоянное место жительства в марокканскую Сеуту. Пара Кармен и Франко представляла собой типичную испанскую католическую семью. 14 сентября 1926 года в Овьедо Кармен родила Франко его единственную дочь, которая была названа в честь неё — Мария дель Кармен Рамона Фелипа де ла Крус. Будущий диктатор ласково называл её «Ненука» («Нанука»). «Я думал, что сойду с ума от радости» — вспоминал он позднее. Поскольку у Кармен не было видимых признаков беременности, ходили слухи, что рождение ребёнка было инсценированным, а на самом деле девочка не имеет никакого отношения к жене Франко и является дочерью одной из любовниц Франко. Так или иначе, но отец любил младшую Кармен и проводил с ней намного больше времени, чем с супругой. В целом удачный, надёжный брак и крепкая семья способствовал укреплению консервативных убеждений будущего генералиссимуса.
Несмотря на то, что брачный союз Франко и его жены оказался долговечен и прочен, а испанские биографы диктатора называли его «идеальным», последний, по воспоминаниям современников, с самого начала супружества не испытывал большой любви к Кармен Поло и не уделял ей должного внимания, поскольку карьера военного имела для него большее значение, чем семья. С годами их супружеский союз приобретал всё большую формальность, а отношения лишились всякой романтики. Не менее важной причиной было непонимание, возникавшее между супругами. «Чрезмерная любовь к Африке и чтение книг, в которых я ничего не понимаю» — так охарактеризовала Кармен недостатки своего мужа во время одного из их совместных интервью.
Как и Франко, его супруга критически отнеслась к провозглашению Испанской республики. 14 июля 1931 года, спустя несколько месяцев после падения монархии в стране, семья генералиссимуса перебралась в Овьедо, в загородный дом Кармен. «Озлобленная», как подмечала впоследствии биограф Франко Габриэлла Ходжес, неудачами супруга, она занималась тем, что «источала яд» в адрес новых властей Испании. В конце 1933 года генерал перевёз семью в Мадрид, а в начале 1936 года, получив должность командующего местным военным округом, — на Канарские острова. Здесь донья Кармен вместе с мужем принимала участие во всех светских мероприятиях, проходивших на островах.
В дни июльского путча, положившего начало Гражданской войне в Испании, Франко, выступивший в качестве одного из лидеров мятежа, находился на Канарах. В скором времени после начала войны он отправил жену и дочь в порт Лас-Пальмас, откуда они пароходом переправились во французский Гавр. Позднее, с первыми успехами националистов, донья Кармен возвратилась в Испанию, где принимала участие в общественной и политической жизни на занятых мятежниками территориях, выступала в качестве представителя Франко. Так, 12 октября 1936 года она присутствовала на праздновании так называемого «Дня расы» в Саламанкском университете и стала невольной свидетельницей конфликта между ректором университета, виднейшим учёным, профессором Мигелем де Унамуно, и группой националистов, возглавляемых Мильяном Астраем. Вмешавшись в инцидент, жена Франко предотвратила самосуд над профессором, однако с поста ректора он всё же был в скором времени снят.

### Первая леди
Первые попытки вмешательства Кармен Поло в дела мужа обнаружились ещё на начальном этапе Гражданской войны. Не питавшая симпатий к брату супруга, Николасу Франко, она была несказанно рада сближению каудильо с мужем её сестры, адвокатом Рамоном Серрано Суньером, заменившим Николаса в качестве фаворита генералиссимуса. В дальнейшем донья Кармен нередко задевала мнительного Франко, предлагая ему прислушаться к советам Суньера или ставя последнего в пример супругу в присутствии обоих мужчин. Это стало одной из причин, повлекших за собой трения между каудильо и его свояком.
Ощутимую роль в политической жизни государства донья Кармен начала играть с 1950-х годов. Со временем она взяла на себя контроль над организацией персонального графика супруга, иногда сопровождала Франко в зарубежных визитах и поездках по стране. Донья Кармен стремилась обезопасить постаревшего мужа от поднятия нежелательных вопросов и обсуждений злободневных тем в ходе тех или иных мероприятиях, поэтому заранее обращалась к гостям с соответствующими инструкциями — жена Франко опасалась, что подобные вещи, несмотря на устойчивую нервную систему и трезвый ум генералиссимуса, могут обеспокоить каудильо и потревожить его сон. Донья Кармен предусмотрительно не допускала на приёмы к Франко красивых молодых женщин, чтобы их присутствие не причинило ущерб «безопасности» супруга. По мнению ряда историков, жёсткая цензура в испанской литературе и искусстве периода правления Франко, не допускавшая затрагивания темы сексуальных отношений, была инициирована именно женой каудильо.

Провозглашение в 1969 году Хуана Карлоса де Бурбона, сына графа Барселонского Хуана и внука последнего короля Испании Альфонсо XIII, наследником испанского престола, то есть, по сути, наследником самого Франко, вызвало огромное недовольство со стороны окружения и, в первую очередь, супруги генералиссимуса. 

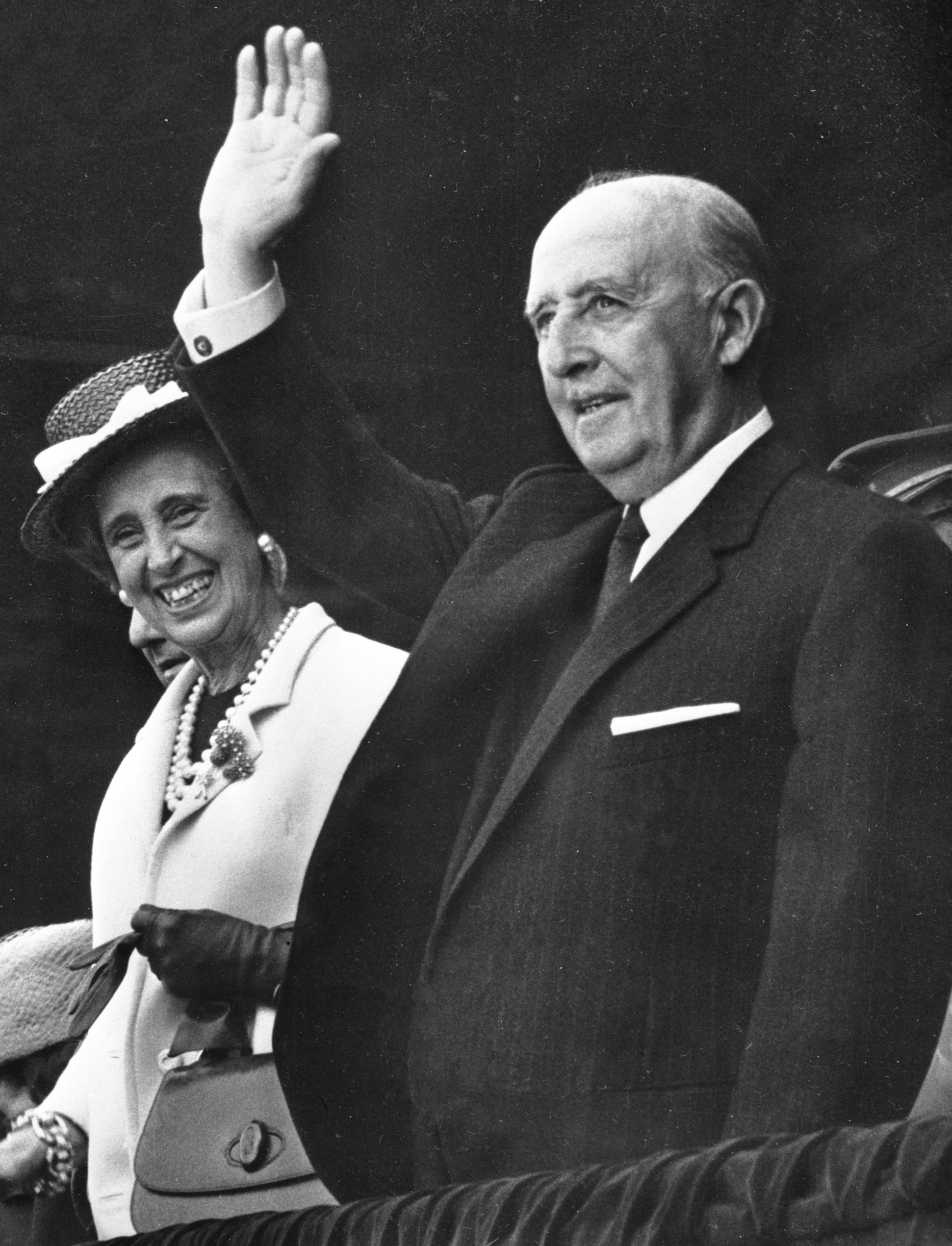
Кармен Поло с супругом в последние годы его жизни

В 1972 году, когда старшая внучка Франко, Кармен Мартинес Бордиу, вышла замуж за другого внука Альфонсо XIII, герцога Альфонсо де Бурбона, донья Кармен всерьёз задумывалась о возможности отказа от назначения преемником диктатора Хуана Карлоса. С появлением родственных связей между семьёй Франко и испанскими Бурбонами по линии старшего сына Альфонсо XIII герцога Хайме Хуан Карлос мог уступить место преемника в пользу двоюродного брата, однако этого, несмотря на усилия как жены Франко, так и самого Альфонсо, настойчиво просившего уравнения в правах с Хуаном Карлосом, не произошло. Каудильо не имел заинтересованности в смене преемника, не желая, чтобы муж его внучки влиял на будущее него самого, и на сей раз сумел отстоять свою точку зрения.
Как позднее вспоминала Карменсита Франко, каудильо «никогда не был феминистом» и всегда опасался, что его жена и дочь «влезут в политику». Однако так и вышло — в последние годы диктатуры Франко донья Кармен стояла за многими решениями, принимаемыми её мужем в политической сфере. Подталкиваемый женой, в 1973 году престарелый генералиссимус настоял на включении в состав правительства её фаворита, шестидесятипятилетнего Карлоса Ариаса Наварро. После гибели в декабре того же года Луиса Карреро Бланко, ближайшего сподвижника Франко, супруга последнего перешла к ещё более активному вмешательству в политическую жизнь страны. Обросшая рядом сторонников, донья Кармен, пользуясь растерянностью и уязвимостью Франко, потребовала «жёсткого премьера» в лице Наварро, «и никого другого». После непродолжительных колебаний Франко уступил, в результате чего Наварро возглавил правительство Испании. Многие испанские политики, включая либерально настроенного министра иностранных дел Грегорио Лопеса Браво и министра внутренних дел Томаса Гарикано Гонью, попали в опалу к донье Кармен и были смещены со своих постов. Преемник Лопеса Браво в должности главы МИДа Лауреано Лопес Родо сумел удержаться на данном посту лишь благодаря личной дружбе с покойным Карреро Бланко. Поддержкой жены Франко пользовались, кроме того, ультраконсервативно настроенные политики. В их число входили генеральный секретарь национального движения Утрера Молина и министр юстиции Франсиско Руис Харабо, активно выступавшие за прекращение либерализации государства и усиление роли Испанской фаланги.

### Последние годы. Смерть
20 ноября 1975 года Франсиско Франко скончался, и назначенный им преемником принц Хуан Карлос де Бурбон вступил на престол как король Хуан Карлос I. Монарх пожаловал вдове генералиссимуса пожизненную пенсию и титулы грандессы и сеньоры де Мейрас. Вскоре после смерти Франко донья Кармен создала и возглавила организацию последователей диктатора под названием «El Movimiento». Каждую годовщину кончины каудильо члены организации собирались и проходили многотысячным маршем по улицам Мадрида. Вдова Франко ежегодно посещала заупокойную мессу в память мужа в базилике мемориальной Долины Павших, расположенной неподалёку от столицы Испании.
Последние годы Кармен Поло жила затворницей, обособленно от своих родственников, редко покидала дом, не общалась с прессой и не интересовалась политической жизнью страны. В 1987 году она не сумела посетить очередной марш сторонников Франко, прошедший в годовщину смерти диктатора. Донья Кармен пережила своего супруга на двенадцать лет и ушла из жизни 6 февраля 1988 года в своей мадридской квартире. По словам доктора Висенте Посуэло Эскудеро, причиной смерти пожилой женщины стала обострившаяся 1 февраля бронхиальная пневмония. Помимо неё, умершая также страдала от хронического артрита. Свои соболезнования от имени королевской семьи родственникам покойной принесла королева-консорт София Греческая, лично посетившая дочь доньи Кармен и её супруга.
Вдову Франсиско Франко похоронили неподалёку от дворца Эль Пардо, на кладбище одноимённого населённого пункта. По оценкам свидетелей, в последний путь донью Кармен провожали не менее пяти тысяч скорбящих, которые выстроились вдоль улицы, ведущей к кладбищу. Когда траурный кортеж проезжал мимо собравшихся, многие размахивали красно-жёлтыми испанскими флагами с чёрным орлом (данный вариант флага использовался в период диктатуры Франко) и кричали: «Да здравствует Франко!». Несколько десятков присутствовавших освистали короля Хуана Карлоса и вступили в драку с его охранниками. Траурный венок к похоронам вдовы генералиссимуса прислал президент Чили Аугусто Пиночет, когда-то лично присутствовавший на церемонии погребения самого диктатора.

## Личность и характер
Биограф Франко Габриэла Ходжес отмечала, что за «жертвенным обликом» супруги генералиссимуса скрывались «стальная решимость и серьёзные амбиции». Известно, что донья Кармен была женщиной надменной, высокомерной и самолюбивой — современники отмечали, что она переносила критику ещё более болезненно, чем сам диктатор. После выхода старшей внучки замуж за Альфонсо де Бурбон-Дампьера, в ходе свадебной церемонии, супруга Франко требовала, чтобы к Мартинес обращались не иначе как «ваше высочество» и приседали в книксене при входе невесты в комнату.
Жена главы государства всегда безупречно выглядела на публике. «Прекрасная спутница жизни генерала демонстрирует стройную фигуру, едва угадывающуюся за дымчатым одеянием из чёрного газа, которое нежно ласкает дорогое манто» — писало о Кармен Поло издание «Эстампа». Биограф самой супруги каудильо подчёркивал, что она, даже не будучи красавицей, имела аристократический профиль, изысканные манеры, обладала неподдельной оживлённостью. Донья Кармен придавала большое значение своему внешнему облику: в 1947 году, во время визита в Испанию супруги президента Аргентины Эвы Перон, жена каудильо осталась недовольна тем обстоятельством, что шляпка гостьи оказалась крупнее по размеру и экстравагантнее её собственной. Вместе с тем до конца своей жизни донья Кармен оставалась, как и сам Франко, ревностной католичкой. Вместе с мужем она регулярно совершала вечернюю молитву. Считается, что именно под влиянием супруги Франко утвердился в своих религиозных убеждениях.
Донья Кармен питала большую слабость по отношению к антиквариату и драгоценностям, а также коллекционировала украшения и предметы искусства, за что испанцы дали ей прозвище «донья Ожерелье». В этом она отличалась от самого Франко: внук четы, Хуан Кристобаль, впоследствии вспоминал: «Моя бабушка любила деньги, в то время как мой дедушка был абсолютно к ним равнодушен». Ещё в начале 1930-х годов, будучи в Мадриде, она часто посещала местный блошиный рынок в поисках антиквариата. Страсть первой леди к подобным вещам породила множество сплетен: ходили слухи, что мелкие владельцы ювелирных лавок создали неофициальный страховой фонд для возмещения убытков после визитов жены Франко. Другая история гласила, что после свадьбы дочери, узнав о возвращении алмазной диадемы невесты в ювелирный магазин в соответствии с предварительный договорённостью, донья Кармен направила туда слугу с заданием забрать украшение. Зачастую слухи, связанные с тягой супруги генералиссимуса к драгоценностям, сильно преувеличивались. Немало слухов ходило о личной жизни Кармен Поло: говорили, что Франко и его жена никогда не состояли в интимной близости, а их дочь и вовсе была рождена не от диктатора, а от его любвеобильного младшего брата Рамона. Об этом писал, в частности, известный американский писатель Найджел Которн.

## В литературе и искусстве
- Энрике Костус, представитель известной в Испании династии художников[исп.], в 1979 году написал карикатурный портрет доньи Кармен[47].
- Кармен Поло эпизодически упоминается в документальном произведении Эрнеста Хемингуэя «Опасное лето[англ.]»[48].
- Персонаж Кармен Поло нередко использовался испанскими кинорежиссёрами в фильмах, где присутствовал Франсиско Франко. Супругу каудильо играли такие актрисы, как Вики Пенья («Dragon Rapide[исп.]», 1986), Хосефина Калатаюд (Дождись меня на небе[исп.], 1988), Тереса Арболи[исп.] («Герцогиня[исп.]», 2010—2011), Мария Альфонса Россо[исп.] («София[исп.]», 2011), Мирейя Рей («Пока идет война», 2019) и другие[источник не указан 1512 дней].